# Only Murders in the Building
Only Murders in the Building (Només assassinats a l'edifici en català) és una sèrie de televisió estatunidenca de comèdia, creada per Steve Martin i John Hoffman, que va ser estrenada el 31 d'agost de 2021 en la plataforma de streaming Hulu. La sèrie és protagonitzada per Steve Martin, Martin Short i Selena Gomez, que interpreten a tres veïns desconeguts que comparteixen una obsessió pels pòdcasts del gènere True Crime quan, de sobte, es veuen envoltats per un.
El 14 de setembre de 2021, la sèrie va ser renovada per a una segona temporada, la qual es va estrenar el 28 de juny del 2022. Un mes més tard, l'11 de juliol, va ser renovada per a una tercera temporada, estrenada el 8 d'agost del 2023. Poc després, el 3 d'octubre, la sèrie va tornar a ser renovada per a una quarta temporada, estrenada el 27 d'agost del 2024. El 4 de setembre es va renovar per a una cinquena temporada que serà estrenada en 2025.

## Repartiment

### Principals
- Steve Martin com Charles-Haden Savage,[6] un actor que en la dècada dels 80 es va convertir en una estrella televisiva de les sèries policíaques i de detectius. Actualment viu a l'Arconia.
- Martin Short com Oliver Putnam,[6] un director de Broadway que genera la idea del pòdcast i es converteix en el seu director. Viu a l'Arconia.
- Selena Gomez com Mabel Mora,[6] una jove que viu a l'Arconia en un piss heretat per la seva tieta; el qual està reformant.
- Meryl Streep com Loretta Durkin, actriu en l'espectacle de l'Oliver. (temporada 3–4)
- Michael Cyril Creighton com Howard Morris,[5] vecí de l'Arconia. (temporada 3–4, recurrent 1–2)

### Convidats especials
- Paul Rudd com:
  - Ben Glenroy, famós actor de Hollywood. (temporada 3, convidat 2)
  - Glen Stubbins, antic doble d'acció de Ben Glenroy. (convidat 4)
- Zach Galifianakis com ell mateix, actor que interpreta a l'Oliver a la pel·lícula. (temporada 4)[7]
- Eugene Levy com ell mateix, actor que interpreta al Charles a la pel·lícula. (temporada 4)[7]
- Eva Longoria com ella mateixa, actriu que interpreta a la Mabel a la pel·lícula. (temporada 4)[7]

### Recurrents
- Jackie Hoffman com Uma Heller, una veïna resident a l'Arconia.
- Teddy Culuca com Lester, porter de l'Arconia.
- Ryan Bruossard com Will Putnam, fill de l'Oliver.
- Da'Vine Joy Randolph com la Detectiu Williams.
- James Caverly com Theo Dimas.
- Tina Fey com Cinda Canning,[4] la presentadora del pòdcast "All is not OK in Oklahoma". (temporada 1-3)
- Jane Lynch com Sazz Pataki, doble d'acció de Charles. (temporada 1-4)
- Vanessa Aspillaga com Úrsula, l'agent immobiliària que porta l'edifici Arconia. (temporada 1-2)
- Rusell G. Jones com Dr. Grover Stanley, terapeuta de l'edifici. (temporada 1-2)
- Jayne Houdyshell  com Bunny, veïna resident a l'Arconia. (temporada 1-2)
- Nathan Lane com Teddy Dimas, un veí resident a l'Arconia i vell amic de l'Oliver, a qui va ajudar a produir diversos espectacles. (temporada 1-2)
- Jaboukie Young-White, Daniel Oreskes, Ali Stroker i Orson Hong com Sam, Marv, Paulette i Grant, respectivament, fans del pòdcast: Only Murders in the Building. (temporada 1-2)
- Maulik Pancholy com Arnav. (temporada 1)
- Julián Cihi com Tim Kono, un veí trobat mort en estranyes circumstàncies. (temporada 1)
- Michael Rapaport com Detective Kreps. (temporada 2)
- Zoe Coletti com Lucy, filla de l'exparella del Charles. (temporada 2)
- Ariel Shafir com Ivan, cambrer. (temporada 2)
- Jason Veasey com Jonathan Bridgecroft, actor del teatre i veí de l'Arconia. (temporada 3, convidat 2)
- Andrea Martin com Joy, maquilladora.(temporada 3, invitada 2)
- Jesse Williams com Tobert, un operador de càmera. (temporada 3)
- Ashley Park com Kimber, actriu en l'espectacle de l'Oliver. (temporada 3)
- Linda Emond com Donna DeMeo, productora de Broadway que ajuda l'Oliver. (temporada 3)
- Jeremy Shamos com Dickie Glenroy, mànager germà adoptat del Ben.(temporada 3)
- Wesley Taylor com Clifforg "Cliff" DeMeo, fill de Donna i coproductor de l'obra.[8] (temporada 3)
- Molly Shanon com Bev Melon, productora de Paramount Studios i productora de la pel·lícula. (temporada 4)
- Jin Ha com Marshall Peepope, guionista de la pel·lícula.(temporada 4)
- Siena Werber com Tawny Brothers, germana bessona de la Trina i codirectora de la pel·lícula.(temporada 4)
- Catherine Cohen com Trina, germana bessona de la Tawny i codirectora de la pel·lícula. (temporada 4)
- Desmin Borges com Alfonso, com un veí marit de la Inez. (temporada 4)
- Richard King com Vince Fish, un veí. (temporada 4)
- Kumail Nanjiani com Rudy Thurber, el veí que estima el Nadal. (temporada 4)
- Daphne Rubin-Vega com Inez, una veïna, dona de l'Alfonso. (temporada 4)

### Invitats
- Zainab Jah com Ndidi Idoko. (temporada 1)
- Adriane Lenox com Roberta, ex-dona de l'Oliver. (temporada 1)
- Jimmy Fallon com ell mateix. (temporada 1)
- Sting com ell mateix,[9] un veí resident a l'Arconia. (temporada 1)
- Mandy González com Silvia Mora, la mare de la Mabel. (temporada 1)
- Amy Schumer com ella mateixa,[4] una veïna resident a l'Arconia. (temporada 2)
- Christine Ko com Nina Lin, veïna i successora de Bunny en la presidència de l'Arconia. (temporada 2)
- Shirley MacLaine com Leonora Folge. (temporada 2)
- Mark Consuelos com el pare de la Mabel. (temporada 2)
- Noma Dumezweni com Maxine, crítica de teatre. (temporada 3)
- Adrian Martinez com Gregg, un fan obsessionat amb el Ben. (temporada 3)
- Peter Bartlett com Jerry Blau. (temporada 3)
- Matthew Broderick com ell mateix. (temporada 3)
- Scott Bakula com ell mateix. (temporada 4)
- Veanne Cox com la doctora Maggie. (temporada 4)
- Ron Howard com ell mateix. (temporada 4)
- Melissa McCarthy com Doreen, la germana del Charles.[7] (temporada 4)

## Episodis

### Temporades
| Temporada | Episodis | Emissió original    | Emissió original      |
| Temporada | Episodis | Primera emissió     | Última emissió        |
| --------- | -------- | ------------------- | --------------------- |
| 1         | 10       | 31 d'agost del 2021 | 19 d'octubre del 2021 |
| 2         | 10       | 28 de juny del 2022 | 23 d'octubre del 2022 |
| 3         | 10       | 8 d'agost del 2023  | 3 d'octubre del 2023  |
| 4         | 10       | 27 d'agost del 2024 | 29 d'octubre del 2024 |

### Temporada 1 (2021)
| N.º en sèrie | N.º en temp. | Títol                               | Dirigit per        | Escrit per                          | Data d'emissió original | Codi de prod. |
| ------------ | ------------ | ----------------------------------- | ------------------ | ----------------------------------- | ----------------------- | ------------- |
| 1            | 1            | True Crime                          | Jamie Babbit       | John Hoffman i Steve Martin         | 31 d'agost del 2021     | 1DWB01        |
| 2            | 2            | Who is Tim Kono?                    | Jamie Babbit       | Kirker Butler                       | 31 d'agost del 2021     | 1DWB02        |
| 3            | 3            | How Well Do You Know Your Neighbors | Gilian Robespierre | Ben Smith                           | 31 d'agost del 2021     | 1DWB03        |
| 4            | 4            | The Sting                           | Gilian Robespierre | Kristian Newman                     | 7 de setembre del 2021  | 1DWB04        |
| 5            | 5            | Twist                               | Don Scardino       | Thembi L. Banks                     | 14 de setembre del 2021 | 1DWB05        |
| 6            | 6            | To Protect and Serve                | Don Scardino       | Madeleine George i Kim Rosenstock.  | 21 de setembre del 2021 | 1DWB06        |
| 7            | 7            | The Boy from 6B                     | Cherien Dabis      | Stephen Markley i Ben Philippe      | 28 de setembre del 2021 | 1DWB07        |
| 8            | 8            | Fan Fiction                         | Cherien Dabis      | Matteo Borghese i Rob Turbovsky     | 5 d'octubre del 2021    | 1DWB08        |
| 9            | 9            | Double Time                         | Jamie Babbit       | John Hoffman i Kristian Newman      | 12 d'octubre del 2021   | 1DWB09        |
| 10           | 10           | Open and Shut                       | Jamie Babbit       | John Hoffman i Matteo Rachel Burger | 19 d'octubre del 2021   | 1DWB10        |

### Temporada 2 (2022)
| N.º en sèrie | N.º en temp. | Títol                        | Dirigit per  | Escrit per                                    | Data d'emissió original | Codi de prod. |
| ------------ | ------------ | ---------------------------- | ------------ | --------------------------------------------- | ----------------------- | ------------- |
| 11           | 1            | Persons of Interest          | John Hoffman | John Hoffman i Noah Levine                    | 28 de juny del 2022     | 2DWB01        |
| 12           | 2            | Framed                       | John Hoffman | Kristian Newman                               | 28 de juny del 2022     | 2DWB02        |
| 13           | 3            | The Last Day of Bunny Folger | Jude Weng    | Ben Smith                                     | 5 de juliol del 2022    | 2DWB03        |
| 14           | 4            | Here's Looking at You        | Jude Weng    | Valentina Garza y Rachel Burger               | 12 de juliol del 2022   | 2DWB04        |
| 15           | 5            | The Tell                     | Cherin Dabis | Matteo Borghese i Rob Turbovsky               | 19 de juliol del 2022   | 2DWB05        |
| 16           | 6            | Performance Review           | Cherin Dabis | Ben Smith i Joshua Allen Griffith             | 26 de juliol del 2022   | 2DWB06        |
| 17           | 7            | Flipping the Pieces          | Chris Teague | Stephen Markley i Ben Philippe                | 2 d'agost del 2022      | 2DWB07        |
| 18           | 8            | Hello Darkness               | Chris Teague | Madeleine George                              | 9 d'agost del 2022      | 2DWB08        |
| 19           | 9            | Sparring Patners             | Jamie Babbit | Kirker Butler                                 | 16 d'agost del 2022     | 2DWB09        |
| 20           | 10           | I Know Who Did It            | Jamie Babbit | John Hoffman, Matteo Borghese i Rob Turbovsky | 23 d'agost del 2022     | 2DWB10        |

### Temporada 3 (2023)
| N.º en sèrie | N.º en temp. | Títol             | Dirigit per                           | Escrit per                        | Data d'emissió original | Codi de prod. |
| ------------ | ------------ | ----------------- | ------------------------------------- | --------------------------------- | ----------------------- | ------------- |
| 21           | 1            | The Show Must...  | John Hoffman                          | John Hoffman i Sas E. Goldberg    | 8 d'agost del 2023      | 3DWB01        |
| 22           | 2            | The Beat Goes On  | John Hoffman                          | Ben Smith i Joshua Allen Griffith | 8 d'agost del 2023      | 3DWB02        |
| 23           | 3            | Grab Your Hankies | Adam Shankman                         | Matteo Borghese                   | 15 d'agost del 2023     | 3DWB03        |
| 24           | 4            | The White Room    | Adam Shankman                         | J. J. Philbin                     | 22 d'agost del 2023     | 3DWB04        |
| 25           | 5            | Ah, Love!         | Chris Koch                            | Tess Morris i Noah Levine         | 29 d'agost del 2023     | 3DWB05        |
| 26           | 6            | Ghost Light       | Chris Koch                            | Madeleine George                  | 5 de setembre del 2023  | 3DWB06        |
| 27           | 7            | CoBro             | Cherin Dabis                          | Ben Philippe i Jack Schnesel      | 12 de setembre del 2023 | 3DWB07        |
| 28           | 8            | Sitzprobe         | Shari Springer Berman i Robert Pucini | Pete Swanson i Siena Streiber     | 19 de setembre del 2023 | 3DWB08        |
| 29           | 9            | Thirty            | Cherin Dabis                          | Elaine Ko                         | 26 de setembre del 2023 | 3DWB09        |
| 30           | 10           | Opening Night     | Jamie Babbit                          | John Hoffman i Ben Smith          | 3 d'octubre del 2023    | 3DWB10        |

### Temporada 4 (2024)
| N.º en sèrie | N.º en temp. | Títol                        | Dirigit per                           | Escrit per                           | Data d'emissió original | Codi de prod. |
| ------------ | ------------ | ---------------------------- | ------------------------------------- | ------------------------------------ | ----------------------- | ------------- |
| 31           | 1            | Once Upon a Time in The West | John Hoffman                          | John Hoffman i Joshua Allen Griffith | 27 d'agost del 2024     | 4DWB01        |
| 32           | 2            | Gates of Heaven              | John Hoffman                          | Kristian Newman                      | 3 de setembre del 2024  | 4DWB02        |
| 33           | 3            | Two for the Road             | Chris Koch                            | Ben Smith i Pete Swanson             | 10 de setembre del 2024 | 4DWB03        |
| 34           | 4            | The Stunt Man                | Chris Koch                            | Madeleine George                     | 17 de setembre del 2024 | 4DWB04        |
| 35           | 5            | Adaptation                   | Jessica Yu                            | J. J. Philbin i Ella Robisnon Brooks | 24 de setembre del 2024 | 4DWB05        |
| 36           | 6            | Blow-Up                      | Jessica Yu                            | Rick Wiener i Kenny Schwartz         | 1 d'octubre del 2024    | 4DWB06        |
| 37           | 7            | Valley of the Dolls          | Shari Springer Berman i Robert Pucini | Matteo Borghese i Rob Turbovsky      | 8 d'octubre del 2024    | 4DWB07        |
| 38           | 8            | Lifeboat                     | Shari Springer Berman i Robert Pucini | Kristian Newman i Jack Schnesel      | 15 d'octubre del 2024   | 4DWB08        |
| 39           | 9            | Escape From Planet Klongo    | Jamie Babbit                          | Ben Smith i Alex Bigelow             | 22 d'octubre del 2024   | 4DWB09        |
| 40           | 10           | My Best Friend's Wedding     | Jamie Babbit                          | John Hoffman i J. J. Philbin         | 29 d'octubre del 2024   | 4DWB10        |

## Producció

### Desenvolupament
El gener del 2020, es va anunciar que Hulu va ordenar la producció de la sèrie creada pel mateix Steve Martin i per John Hoffman, on Martin Short, Hoffman, Selena Gomez i Steve Martin eren productors al costat de Dan Fogelman. Les companyies de producció involucrades en la sèrie inclouen a 20th Television. El 14 de setembre de 2021, la sèrie va ser renovada per a una segona temporada, la qual es va estrenar el 28 de juny del 2022. Un mes més tard, l'11 de juliol, va ser renovada per a una tercera temporada, estrenada el 8 d'agost del 2023. Poc després, el 3 d'octubre, la sèrie va tornar a ser renovada per a una quarta temporada, estrenada el 27 d'agost del 2024. El 4 de setembre es va renovar per a una cinquena temporada que serà estrenada en 2025.

### Càsting
Juntament amb l'anunci de la producció de la sèrie, es va anunciar que Steve Martin i Martin Short s'havien unit l'elenc principal de la sèrie. L'agost del 2020, també es va anunciar que Selena Gomez entrava a l'elenc de la sèrie, i també com a productora executiva. El novembre del 2020, es va anunciar que Aaron Dominguez s'havia unit a l'elenc principal i el gener del 2021, es va anunciar que Amy Ryan configurava també entre l'elenc principal, metres que Nathan Lane estava l'elenc recurrent de la sèrie. El desembre del 2021, es va anunciar la incorporació en un personatge desconegut de Cara Delevingne per a la segona temporada. Mesos més tard, es van unir també, com a recurrents, Michael Rapaport, i amb rols més d'estrelles invitades,Shirley MacLaine i Amy Schumer.
Després del final de la segona temporada, es va anunciar el retorn de Paul Rudd per a la tercera temporada. L'octubre de 2022, Jesse Williams es va unir a l'elenc de la tercera temporada, en un rol recurrent. El gener del 2023, es va anunciar a través de les xarxes la incorporació de Meryl Streep per a la tercera temporada, durant el rodatge d'aquesta. El març del 2023, es va revelar les incorporacions a l'elenc recurrent de la tercera temporada, entre ells: Ashley Park, Jeremy Shamos, Linda Emond, Wesley Taylor, Don Darryl Rivera, Allison Guinn i Gerald Caesar.
El febrer del 2024, es van confirmar les incorporacions de les actrius Molly Shanon i Eva Longoria amb rols recurrents per la quarta temporada. Dos mesos més tard, a l'abril, Desmin Borges, Siena Werber, Lilian Rebelo, Richard Kind, Daphne Rubin-Vega, Eugene Levy, Catherine Cohen i Jin Han es van sumar al càsting. Al maig, es va revelar que Melissa McCarthy també formaria part del càsting de la quarta temporada.

### Filmació

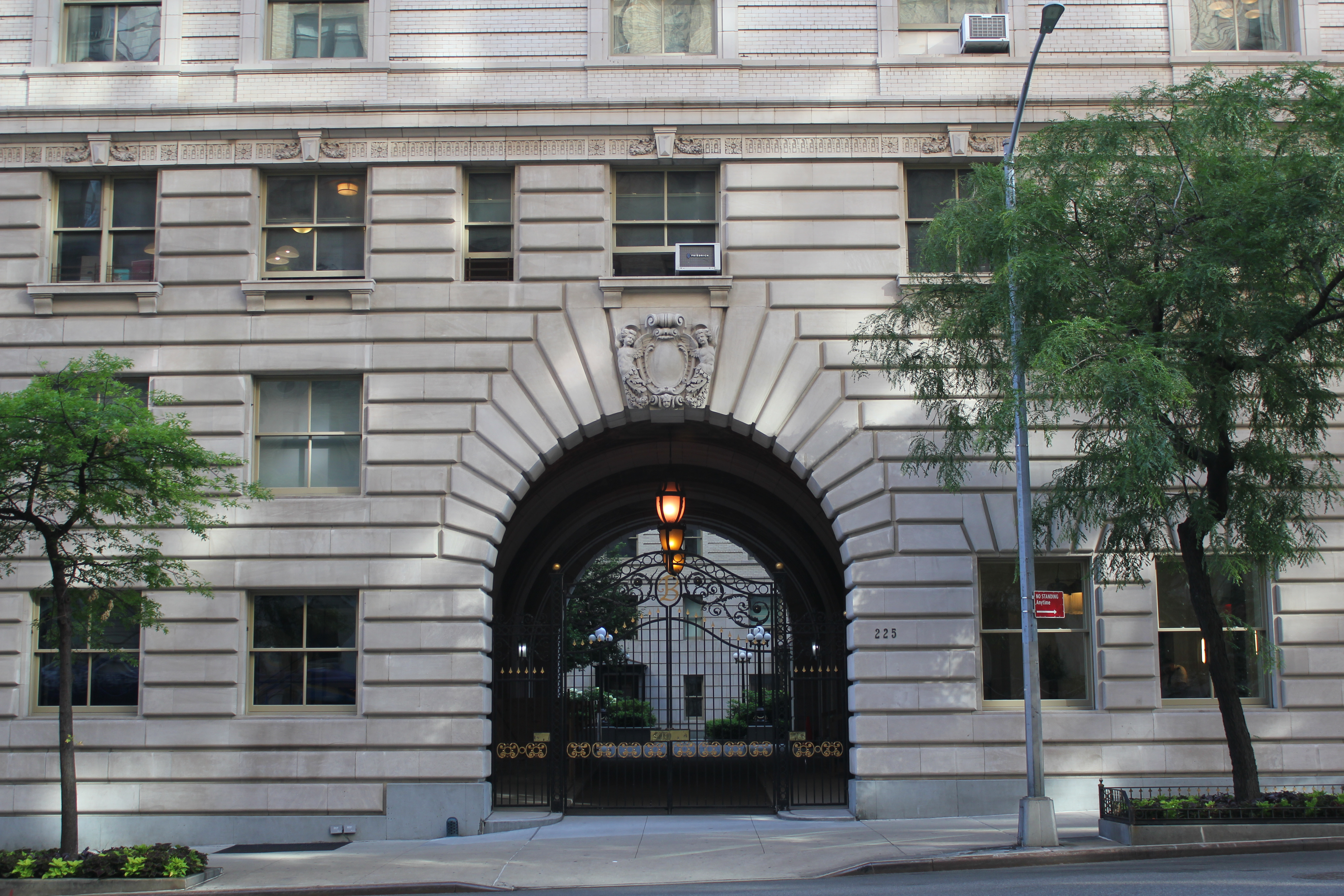
The Belnord, l'edifici del número 86 del carrer West en el conegut barri Upper West Side és utilitzat per gravar els exteriors del Arconia.

El rodatge de la sèrie va començar el 3 de desembre del 2020, a Nueva York i va finalitzar l'abril del 2021. La segona temporada es va rodar entre el desembre del 2021 i l'abril del 2022; mentre que, el rodatge de la tercera temporada va començar el gener del 2023 i va finalitzar l'abril del mateix any. L'inici del rodatge de la quarta temporada es va anunciar l'1 del març del 2024, així, l'11 de juny del mateix any es va anunciar que les gravacions havien conclòs.

### Música
La banda sonora és composta pel músic Siddhartha Khosla. Es va llançar un àlbum digital de la partitura el 27 de l'agost del 2021, quatre dies abans del debut de la sèrie. El 15 del juliol del 2022, es va llançar en línia la cançó original "Angel in Flip-Flops", que es va reproduir breument en l'episodi de la temporada 2 "Here's Looking at You". Va ser interpretada per Steve Martin com el seu personatge Charles-Haden Savage i escrita per Martin Short i Kiker Butler, amb Paul Shaffer com productor. El 12 de l'agost del 2022 es va llençar un àlbum de la tercera temporada, seguit d'una edició de luxe el 4 d'octubre. El 25 d'octubre del 2024 es va llançar la música de la temporada 4.

## Recepció

### Resposta crítica
| Temporada | Temporada | Rotten Tomatoes      | Metacritic        |
| --------- | --------- | -------------------- | ----------------- |
|           | 1         | 100% (107 crítiques) | 76 (34 crítiques) |
|           | 2         | 97% (124 crítiques)  | 79 (25 crítiques) |
|           | 3         | 96% (114 crítiques)  | 77 (34 crítiques) |
|           | 4         | 96% (77 crítiques)   | 78 (29 crítiques) |

Only Murders in the Building va debutar en el núm. 1 en les llistes de les sèries més vistes dels Estats Units la seva primera setmana on va romandre durant una setmana més al cim. La sèrie va obtenir una molt bona recepció a escala mundial, ingressant en les llistes mundials de diversos països per la seva estrena.
Segons Craig Erwich (president de Hulu) Only Murders in the Building va passar a ser la sèrie més vista de la història de Hulu, després del seu capítol final. La comèdia de Steve Martin, Martin Short i Selena Gomez ha sigut un element fix entre les deu més populars de la transmissió setmanal Nielsen des que els seus primers tres episodis es van llançar tots a la vegada a finals de l'agost del 2021, sumant quasi 500 milions de minuts d'audiència durant el seu primer cap de setmana i superant a diverses sèries de Netflix que comptaven amb més hores de contingut disponible. Això coincideix amb la informació que Hulu havia publicat justament després de l'estrena del programa, quan el transmissor va dir que la sèrie havia generat la seva audiència més gran per a una estrena de comèdia.
Erwich va dir que la sèrie va continuar guanyant audiència des d'allí. "Cada setmana, quan apareixia un nou episodi, l'audiència simplement aumentava", estableix. Parrot Analyties, que mesura el rendiment global i nacional del contingut de transmissió a través del seu índex de demanda, recolza el reclam de creixement de Hulu per a Only Murders. La companyia li va dir a Vulture que quan la sèrie va debutar el 31 d'agost, tenia aproximadament 16 vegades de demanda la dels Estats Units.
Però, per a quan el final de la temporada 1 va caure, el programa estava generant 37 vegades la demanda típica, una taxa de creixement massiva del 135% des d'on va començar la sèrie i això li va valdre la seva quarta setmana en el número de les sèries més vistes als EUA. Va ser catalogada com "La Millor Sèrie del 2021" a l'obtindre +60 ressenyes en el lloc de crítiques Rotten Tomatoes i a la vegada, es va convertir en la sèrie més aclamada de l'any, amb un 100% de crítica al lloc web.

### Premis i nominacions
| Any  | Premi                                               | Categoria                                                                    | Nominats(des) | Resultat   | Ref.   |
| ---- | --------------------------------------------------- | ---------------------------------------------------------------------------- | --- | ---------- | ------ |
| 2021 | Premis People's Choice                              | Comèdia de televisió favorita                                                | Only Murders in the Building | Nominada   | [ 47 ] |
| 2021 | Premis People's Choice                              | Estrella de la televisió de comèdia favorita                                 | Selena Gomez | Guanyadora | [ 47 ] |
| 2021 | Premis People's Choice                              | Estrella de la televisió de comèdia favorita                                 | Steve Martin | Nominat    | [ 47 ] |
| 2022 | Premis de la Crítica Televisiva                     | Millor sèrie de comèdia                                                      | Only Murders in the Building | Nominada   | [ 48 ] |
| 2022 | Premis de la Crítica Televisiva                     | Millor actor en sèrie de comèdia                                             | Steve Martin | Nominat    | [ 48 ] |
| 2022 | Premis de la Crítica Televisiva                     | Millor actor en sèrie de comèdia                                             | Martin Short | Nominat    | [ 48 ] |
| 2022 | Premis de la Crítica Televisiva                     | Millor actriu en sèrie de comèdia                                            | Selena Gomez | Nominada   | [ 48 ] |
| 2022 | Premis Globus d'Or                                  | Millor sèrie de televisió musical o comèdia                                  | Only Murders in the Building | Nominada   | [ 49 ] |
| 2022 | Premis Globus d'Or                                  | Millor actor en sèrie de televisió musical o còmica                          | Steve Martin | Nominat    | [ 49 ] |
| 2022 | Premis Globus d'Or                                  | Millor actor en sèrie de televisió musical o còmica                          | Martin Short | Nominat    | [ 49 ] |
| 2022 | Premis ADG                                          | Millor sèrie de televisió d'una sola càmera de mitja hora                    | Curt Beech (per "True Crime") | Nominat    | [ 50 ] |
| 2022 | Premis Black Reel de Televisió                      | Millor actriu invitada en una sèrie de comèdia                               | Da'Vine Joy Randolph | Nominada   | [ 51 ] |
| 2022 | Premis del Sindicat d'Actors de Cinema              | Millor càsting de televisió - Comèdia                                        | Only Murders in the Building | Nominada   | [ 52 ] |
| 2022 | Premis del Sindicat d'Actors de Cinema              | Millor actor de televisió - Comèdia                                          | Steve Martin | Nominat    | [ 52 ] |
| 2022 | Premis del Sindicat d'Actors de Cinema              | Millor actor de televisió - Comèdia                                          | Martin Short | Nominat    | [ 52 ] |
| 2022 | Premis del Sindicat de Guionistes dels Estats Units | Sèrie de comèdia                                                             | Thembi Banks, Matteo Borghese, Rachel Burger, Kirker Butler, Madeleine George, John Hoffman, Stephen Markley, Steve Martin, Kristin Newman, Ben Philippe, Kim Rosenstock, Ben Smith y Rob Turbovsky                             | Nominat    | [ 53 ] |
| 2022 | Premis del Sindicat de Guionistes dels Estats Units | Nova sèrie                                                                   | Thembi Banks, Matteo Borghese, Rachel Burger, Kirker Butler, Madeleine George, John Hoffman, Stephen Markley, Steve Martin, Kristin Newman, Ben Philippe, Kim Rosenstock, Ben Smith y Rob Turbovsky                             | Nominat    | [ 53 ] |
| 2022 | Premis TCA                                          | Millor comèdia                                                               | Only Murders in the Building | Nominada   | [ 54 ] |
| 2022 | Premis TCA                                          | Millor programa nou                                                          | Only Murders in the Building | Nominada   | [ 54 ] |
| 2022 | Premis TCA                                          | Assoliment individual en comèdia                                             | Steve Martin | Nominat    | [ 54 ] |
| 2022 | Premis Primetime Emmy                               | Millor sèrie de comèdia                                                      | Only Murders in the Building | Nominada   | [ 55 ] |
| 2022 | Premis Primetime Emmy                               | Millor actor principal en una sèrie de comèdia                               | Steve Martin | Nominat    | [ 55 ] |
| 2022 | Premis Primetime Emmy                               | Millor actor principal en una sèrie de comèdia                               | Martin Short | Nominat    | [ 55 ] |
| 2022 | Premis Primetime Emmy                               | Millor direcció per a una sèrie de comèdia                                   | Cherien Dabis (per "The Boy From 6B") | Nominat    | [ 55 ] |
| 2022 | Premis Primetime Emmy                               | Millor direcció per a una sèrie de comèdia                                   | Jamie Babbit (per "True Crime") | Nominat    | [ 55 ] |
| 2022 | Premis Primetime Emmy                               | Millor guió per a una sèrie de comèdia                                       | Steve Martin y Jamie Babbit (per "True Crime") | Nominat    | [ 55 ] |
| 2022 | Premis Satellite                                    | Millor sèrie de televisió - Comèdia o musical                                | Only Murders in the Building | Nominada   | [ 56 ] |
| 2022 | Premis Satellite                                    | Millor actor de sèrie de televisió - Comèdia o musical                       | Steve Martin | Nominat    | [ 56 ] |
| 2022 | Premis Satellite                                    | Millor actriu de sèrie de televisió - Comèdia o musical                      | Selena Gomez | Nominada   | [ 56 ] |
| 2023 | Premis de la Crítica Televisiva                     | Millor actor en sèrie de comèdia                                             | Steve Martin | Nominat    | [ 57 ] |
| 2023 | Premis Globus d'Oro                                 | Millor sèrie de televisió musical o còmica                                   | Only Murders in the Building | Nominada   | [ 58 ] |
| 2023 | Premis Globus d'Oro                                 | Millor actor en sèrie de televisió musical o còmica                          | Steve Martin | Nominat    | [ 58 ] |
| 2023 | Premis Globus d'Oro                                 | Millor actor en sèrie de televisió musical o còmica                          | Martin Short | Nominat    | [ 58 ] |
| 2023 | Premis Globus d'Oro                                 | Millor actor en sèrie de televisió musical o còmica                          | Selena Gomez | Nominada   | [ 58 ] |
| 2023 | Premios Artios                                      | Reconeixement al millor càsting - Comèdia                                    | Bernard Telsey, Tiffany Little Canfield y Destiny Lilly | Nominats   | [ 59 ] |
| 2023 | Premios ADG                                         | Millor sèrie de televisió d'una sola càmera de mitja hora                    | Patrick Howe (per "Framed") | Nominat    | [ 60 ] |
| 2023 | GLAAD Media Awards                                  | Millor sèrie de televisió de comèdia                                         | Only Murders in the Building | Nominada   | [ 61 ] |
| 2023 | Premis Satellite                                    | Millor sèrie de televisió - Comèdia o musical                                | Only Murders in the Building | Nominada   | [ 62 ] |
| 2023 | Premis Satellite                                    | Millor actor de sèrie de televisió - Comèdia o musical                       | Martin Short | Nominat    | [ 62 ] |
| 2023 | Premis Satellite                                    | Millor actriu de sèrie de televisió - Comèdia o musical                      | Selena Gomez | Guanyadora | [ 62 ] |
| 2023 | Premis del Sindicat de Guionistes dels Estats Units | Sèrie de comèdia                                                             | Thembi Banks, Matteo Borghese, Rachel Burger, Kirker Butler, Madeleine George, John Hoffman, Stephen Markley, Steve Martin, Kristin Newman, Ben Philippe, Kim Rosenstock, Ben Smith y Rob Turbovsky                             | Nominats   | [ 63 ] |
| 2023 | Premis Primetime Emmy                               | Millor sèrie de comèdia                                                      | Only Murders in the Building | Nominada   | [ 64 ] |
| 2023 | Premis Primetime Emmy                               | Millor actor principal en una sèrie de comèdia                               | Martin Short | Nominat    | [ 64 ] |
| 2023 | Premis Primetime Emmy                               | Millor guió per a una sèrie de comèdiaMillor guió per a una sèrie de comèdia | John Hoffman, Matteo Borghese y Rob Turbovsky (por "I Know Who Did It") | Nominat    | [ 64 ] |
| 2024 | Premis de la Crítica Televisiva                     | Millor actor en sèrie de comèdia                                             | Steve Martin | Nominat    | [ 65 ] |
| 2024 | Premis de la Crítica Televisiva                     | Millor actriu en sèrie de comèdia                                            | Meryl Streep | Guanyadora | [ 65 ] |
| 2024 | Premis del Sindicat d'Actors                        | Millor càsting de televisió - Comèdia                                        | Only Murders in the Building | Nominada   | [ 66 ] |
| 2024 | Premis del Sindicat de Guionistes dels Estats Units | Sèrie de comèdia                                                             | Matteo Borghese, Madeleine George, Sas E. Goldberg, Joshua Allen Griffith, John Hoffman, Elaine Ko, Noah Levine, Tess Morris, J.J. Philbin, Ben Philippe, Jake Schnesel, Ben Smith, Siena Streiber, Pete Swanson, Rob Turbovsky | Nominat    | [ 67 ] |
| 2024 | Premis Globus d'Or                                  | Millor sèrie de televisió musical o comèdia                                  | Only Murders in the Building | Nominada   | [ 68 ] |
| 2024 | Premis Globus d'Or                                  | Millor actor en sèrie de televisió musical o còmica                          | Steve Martin | Nominat    | [ 68 ] |
| 2024 | Premis Globus d'Or                                  | Millor actor en sèrie de televisió musical o còmica                          | Martin Short | Nominat    | [ 68 ] |
| 2024 | Premis Globus d'Or                                  | Millor actriu en sèrie de televisió musical o còmica                         | Selena Gomez | Nominada   | [ 68 ] |
| 2024 | Premis Globus d'Or                                  | Millor actriu en sèrie de televisió musical o còmica                         | Meryl Streep | Nominada   | [ 68 ] |
| 2024 | Premis Otto                                         | Millor sèrie o pel·lícula internacional                                      | Only Murders in the Building | Nominada   | [ 69 ] |
| 2024 | Premis Black Reel de Televisió                      | Millor actriu invitada en una sèrie de comèdia                               | Da'Vine Joy Randolph | Nominada   | [ 70 ] |
| 2024 | Premis Primetime Emmy                               | Millor sèrie de comèdia                                                      | Only Murders in the Building | Nominada   | [ 71 ] |
| 2024 | Premis Primetime Emmy                               | Millor actor principal en una sèrie de comèdia                               | Steve Martin | Nominat    | [ 71 ] |
| 2024 | Premis Primetime Emmy                               | Millor actor principal en una sèrie de comèdia                               | Martin Short | Nominat    | [ 71 ] |
| 2024 | Premis Primetime Emmy                               | Millor actriu en sèrie còmica                                                | Selena Gomez | Nominada   | [ 71 ] |
| 2024 | Premis Primetime Emmy                               | Millor actriu secundària en sèrie còmica                                     | Meryl Streep | Nominada   | [ 71 ] |
| 2024 | Premis Primetime Emmy                               | Millor actor secundari en sèrie còmica                                       | Paul Rudd | Nominat    | [ 71 ] |
| 2025 | Premis Globus d'Or                                  | Millor sèrie de televisió musical o comèdia                                  | Only Murders in the Building | Nominada   | [ 72 ] |
| 2025 | Premis Globus d'Or                                  | Millor actriu en sèrie de televisió musical o còmica                         | Selena Gomez | Nominada   | [ 72 ] |
| 2025 | Premis Globus d'Or                                  | Millor actor en sèrie de televisió musical o còmica                          | Steve Martin | Nominat    | [ 72 ] |
| 2025 | Premis Globus d'Or                                  | Millor actor en sèrie de televisió musical o còmica                          | Martin Short | Nominat    | [ 72 ] |
| 2025 | Premis de la Crítica Televisiva                     | Millor sèrie de comèdia                                                      | Only Murders in the Building | Nominada   | [ 73 ] |
| 2025 | Premis de la Crítica Televisiva                     | Millor actor en sèrie de comèdia                                             | Steve Martin | Nominat    | [ 73 ] |
| 2025 | Premis de la Crítica Televisiva                     | Millor actor en sèrie de comèdia                                             | Martin Short | Nominat    | [ 73 ] |
| 2025 | Premis SAG                                          | Millor sèrie de comèdia o musical                                            | Only Murders in the Building | Pendent    | [ 73 ] |
| 2025 | Premis SAG                                          | Millor actor en sèrie de comèdia                                             | Martin Short | Pendent    | [ 73 ] |

## En altres mitjans
A causa de la bona acollida, Hulu i Straw Hut Media, van crear un pòdcast complementari a la sèrie anomenat Only Murders in the Pod, que inclou entrevistes amb l'elenc, l'equip i els escriptors. Si bé les dues primeres temporades van ser conegudes per Kevin Lawn i Elizabeth Keener, gràcies a les vagues de SAG-AFTRA i Writers Guild of America l'any 2023, els productors Maggie Boles i Ryan Tillotson van presentar la tercera temporada i van entrevistar a directors i altres membres de l'equip. Invitats notables al pòdcast inclouen a John Hoffman, Martin Short, Shirley MacLaine, Shari Springer Berman i Robert Pulcini i Amy Ryan.